# Chironomus incertipenis
Chironomus incertipenis är en tvåvingeart som beskrevs av Chaudhuri 1996. Chironomus incertipenis ingår i släktet Chironomus och familjen fjädermyggor.
Artens utbredningsområde är West Bengal (Indien). Inga underarter finns listade i Catalogue of Life.